# Crângeni, Teleorman
Crângeni este satul de reședință al comunei cu același nume din județul Teleorman, Muntenia, România. Se află în partea de vest a județului. La recensământul din 2002 avea o populație de 1.826 locuitori. Clădirea în care ființează grădinița din localitate (ridicată în 1912) a fost în trecut baie comunală și are statut de monument istoric (cod:TR-II-m-B-14318).
Coloniștii bulgari vin în Crângeni în două valuri: între 1806–1814 și între 1828–1834. Registrul de evidență al populației din 1838 pretinde prezența a 55 de familii „sârbe” (bulgarii din Țările Române erau înregistrați drept sârbi în documentele vremii). Tradiția orală locală stabilește o legătură a refugiaților care au întemeiat satul cu satul bulgar Pordim, regiunea Plevna; cu toate acestea, graiul bulgar al locuitorilor nu susține această ipoteză. Până la sfârșitul secolului al XIX-lea, locuitorii din Crângeni s-au păstrat în izolare față de vecinii români și și-au păstrat limba, portul tradițional și obiceiurile. Serviciul militar obligatoriu introdus în acea perioadă a grăbit procesul de asimilare. Gustav Weigand include satul în atlasul său ca localitate cu populație bulgară. În perioada 1910-1920 erau 1.600 de bulgari în localitate, care reprezentau aproximativ 50% din populația satului.